# Mario Macalli
Mario Macalli (Milano, 19 marzo 1937 – Crema, 2 gennaio 2022) è stato un dirigente sportivo italiano, presidente della Lega Italiana Calcio Professionistico (e prima ancora della Serie C) dal 10 gennaio 1997 al 3 luglio 2015.

## Biografia
Originario di Crema, conclusi gli studi di ragioneria, svolse l'attività di commercialista e consulente del lavoro. Parallelamente alla sua professione, ha ricoperto dal 1962 al 1986 la carica di vicepresidente della società calcistica del Pergocrema, che gli aprì la strada (nel 1977) verso ruoli di rilievo negli organismi direttivi della Lega Nazionale Serie C, in qualità di dirigente federale: dalla Commissione di Programmazione della Lega, a seguire nel Collegio Arbitrale, ed infine nel comitato tecnico della FIGC, passando per consigliere della Serie C2, diventando dal 1987 vice presidente della Lega Professionisti di Serie C. Quando quest'ultima fu commissariata fra il 1988 ed il 1990 fu nominato dirigente delegato.
Il 10 gennaio 1997 viene eletto presidente della Lega Professionisti di Serie C, venendo confermato nel 2000, nel 2004 e nel 2008. Proprio all'inizio del suo quarto mandato, nel giugno dello stesso anno, avviò un processo di riforma volto alla ristrutturazione della Lega stessa, che con lui prende nome in Lega Italiana Calcio Professionistico (detta, in modo informale, Lega Pro). Il 19 giugno 2008 i campionati del terzo livello del campionato italiano di calcio cambiano denominazione: da Serie C1 a Lega Pro Prima Divisione e da Serie C2 a Lega Pro Seconda Divisione. Dalla stagione 2008-2009 prende piede di anno in anno il processo che dovrebbe portare, compatibilmente agli organici societari (via via ridottisi per effetto di numerose mancate iscrizioni e fallimenti), all'unificazione delle due Leghe sotto un unico torneo composto da 3 gironi entro il 2013, sostanzialmente simile alla vecchia Serie C del periodo fra il 1959 e il 1978.
Dal 2009 è inoltre vice presidente della Federazione Italiana Giuoco Calcio.
Il 21 novembre 2012, dopo che il Consiglio Federale della Figc ha approvato la riforma dei campionati di Lega Pro, annuncia la volontà di ricandidarsi alla presidenza della Lega Pro. Il 17 dicembre viene rieletto per la quinta volta battendo lo sfidante Gravina per 42 voti a 26.
Nel dicembre 2012 è stato riconfermato presidente della Lega Pro.
Il 29 aprile 2015 la sezione disciplinare del Tribunale federale nazionale lo inibisce per 6 mesi, colpevole della violazione dell'articolo 1 bis del Codice di giustizia sportiva per aver registrato nel febbraio 2011 quattro marchi (Pergocrema, Pergocrema 1932, Pergolettese e Pergolettese 1932), riconducibili a potenziali nuove società. La richiesta dell'accusa del procuratore Palazzi era di 8 mesi di squalifica.
Il 10 giugno dello stesso anno vengono perquisiti gli uffici della FIGC, la sua abitazione e quella di Carlo Tavecchio (presidente FIGC) mentre Claudio Lotito (presidente della Lazio) viene indagato per tentata estorsione perché avrebbe fatto avere ad alcune società della Lega Pro dei contributi in cambio dell'appoggio alla elezione di Mario Macalli a presidente. Né Tavecchio né Macalli risultano bensì indagati.
Il 3 luglio seguente Macalli rassegna le dimissioni da presidente della Lega Pro, insieme a tutto il consiglio direttivo in carica.
Muore il 2 gennaio 2022, all'età di 84 anni, dopo aver combattuto a lungo contro una malattia.